# Bosuta
Bosuta (em cirílico: Босута) é uma vila da Sérvia localizada no município de Aranđelovac, pertencente ao distrito de Šumadija, na região de Šumadija e Jasenica. A sua população era de 476 habitantes segundo o censo de 2011.

## Demografia
| 1948 | 1953 | 1961 | 1971 | 1981 | 1991 | 2002 | 2011 |
| ---- | ---- | ---- | ---- | ---- | ---- | ---- | ---- |
| 1358 | 1321 | 1211 | 1034 | 856  | 698  | 606  | 476  |